# پاپاخ

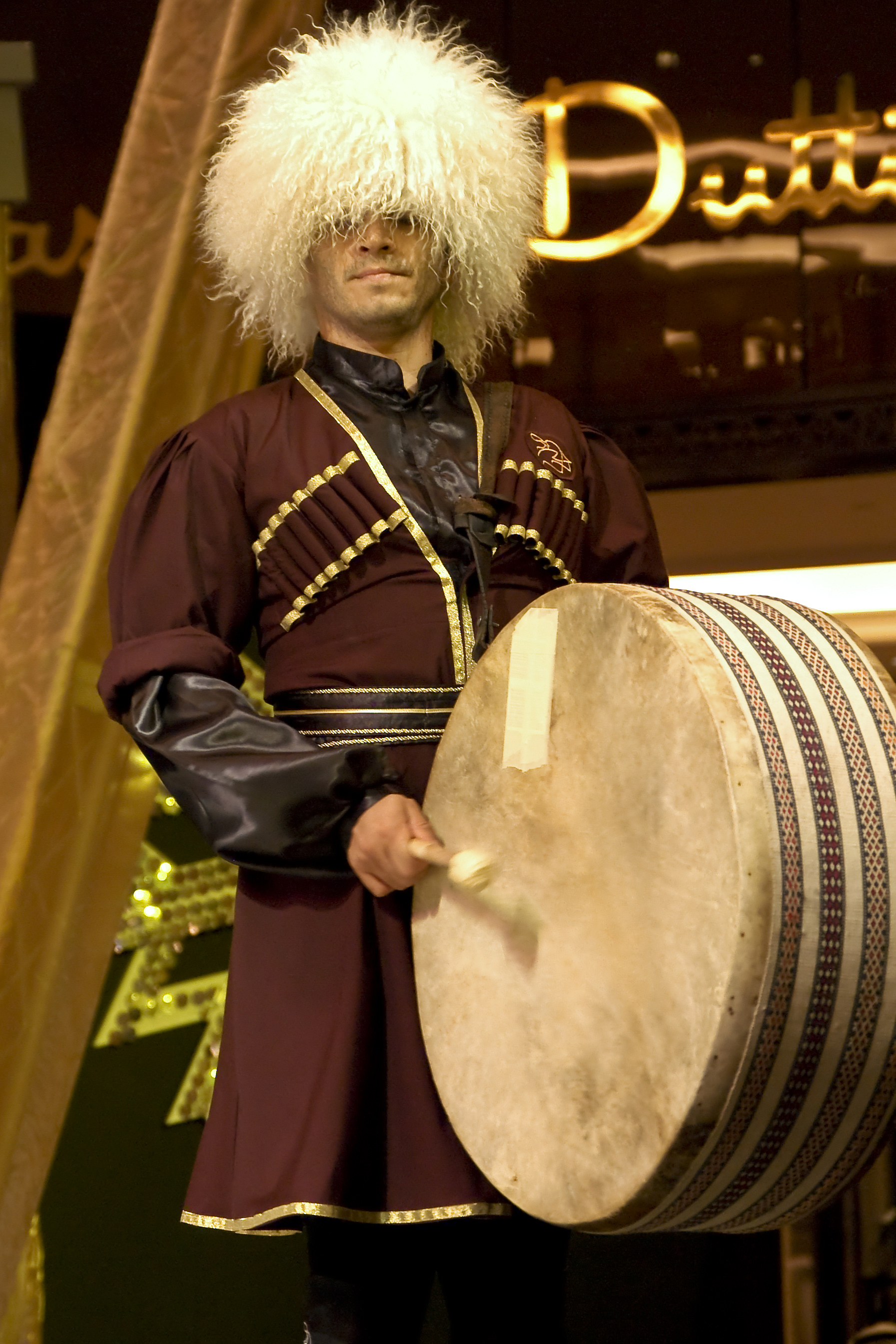

خانواده شیخ شامل داغستانی

پاپاخ یا پاپاق (تُرکی استانبولی: Papak، روسی: Папаха) نوعی کلاه مَردانه که بیشتر توسط تُرکمن ها و مردمان قفقاز استفاده می‌شود. پاپاخ واژه‌ای تُرکی است.  حبیب نورماگومدوف، قهرمان مسابقات یواف‌سی معمولاً پیش از مبارزه و در زمان کنفرانس خبری، پاپاخ بر سر می‌گذارد.

## تاریخچه
پاپاخ برای اهالی قفقاز بسیار مهم است؛ جایی که کلاه یک مرد بخش مهمی از هویت وی محسوب می‌شود. پاپاخ در جمهوری آذربایجان بسیار رایج است. پاپاخ همچنین توسط چچنی‌ها، داغستانی‌ها و سایر مردم قفقاز استفاده می‌شود. در سال ۱۸۵۵ پس از مبارزات انجام شده در کوه‌های قفقاز، پاپاخ در ارتش روسیه به عنوان پوشش رسمی برای قزاق‌ها و بعدها برای بقیهٔ سواره‌نظام معرفی شد.

## پاپاخ در یونیفرم ارتش روسیه و شوروی
اندکی پس از انقلاب اکتبر روسیه در سال ۱۹۱۷، پاپاخ به دلیل ارتباط آن‌ها با روسیۀ تزاری و این واقعیت که بسیاری از نیروهای قزاق ارتش تزاری علیه بلشویک‌ها می‌جنگیدند، از لباس جدید ارتش سرخ خارج شدند. در طول جنگ داخلی روسیه، بسیاری از سوارکاران بلشویکی و افسران (مانند واسیلی چپایف) پاپاخا یا کوبانکا پوشیدند زیرا بسیاری از آن‌ها قزاق بودند و کلاه بخشی از لباس سواره‌نظام بود. پاپاخا دوباره در سال ۱۹۳۵ به بخشی از لباس رسمی ارتش تبدیل شد، اما در سال ۱۹۴۱، منحصراً توسط سرهنگ‌ها، ژنرال‌ها و مارشال‌ها پوشیده می‌شد، بنابراین به نمادی از جایگاه و مقام عالی تبدیل شد.

## نگارخانه

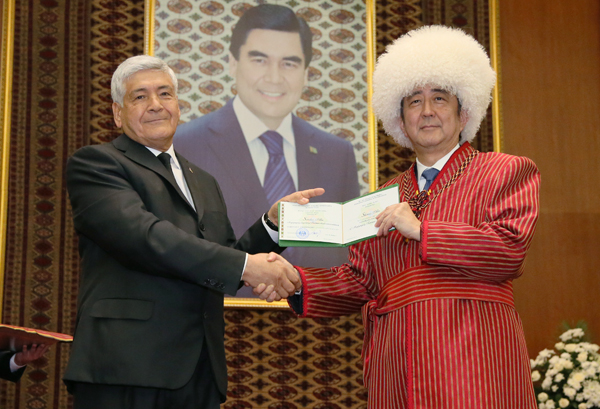
شینزو آبه، نخست وزیر ژاپن در سفر به ترکمنستان
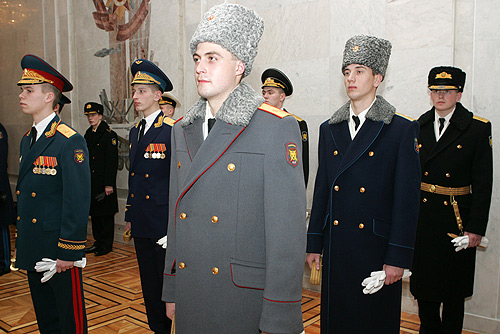
نظامیان روس
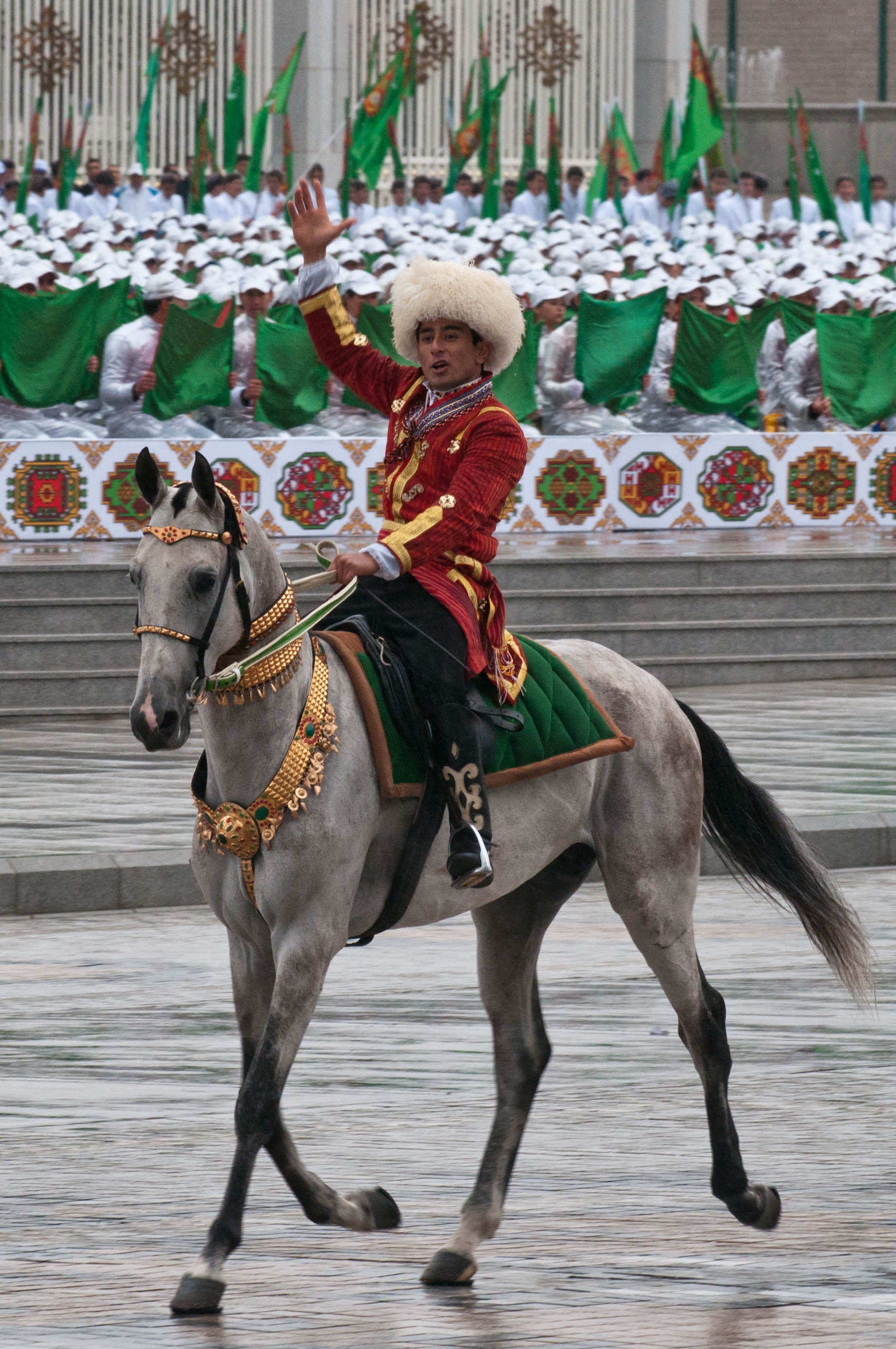
مَرد ترکمن
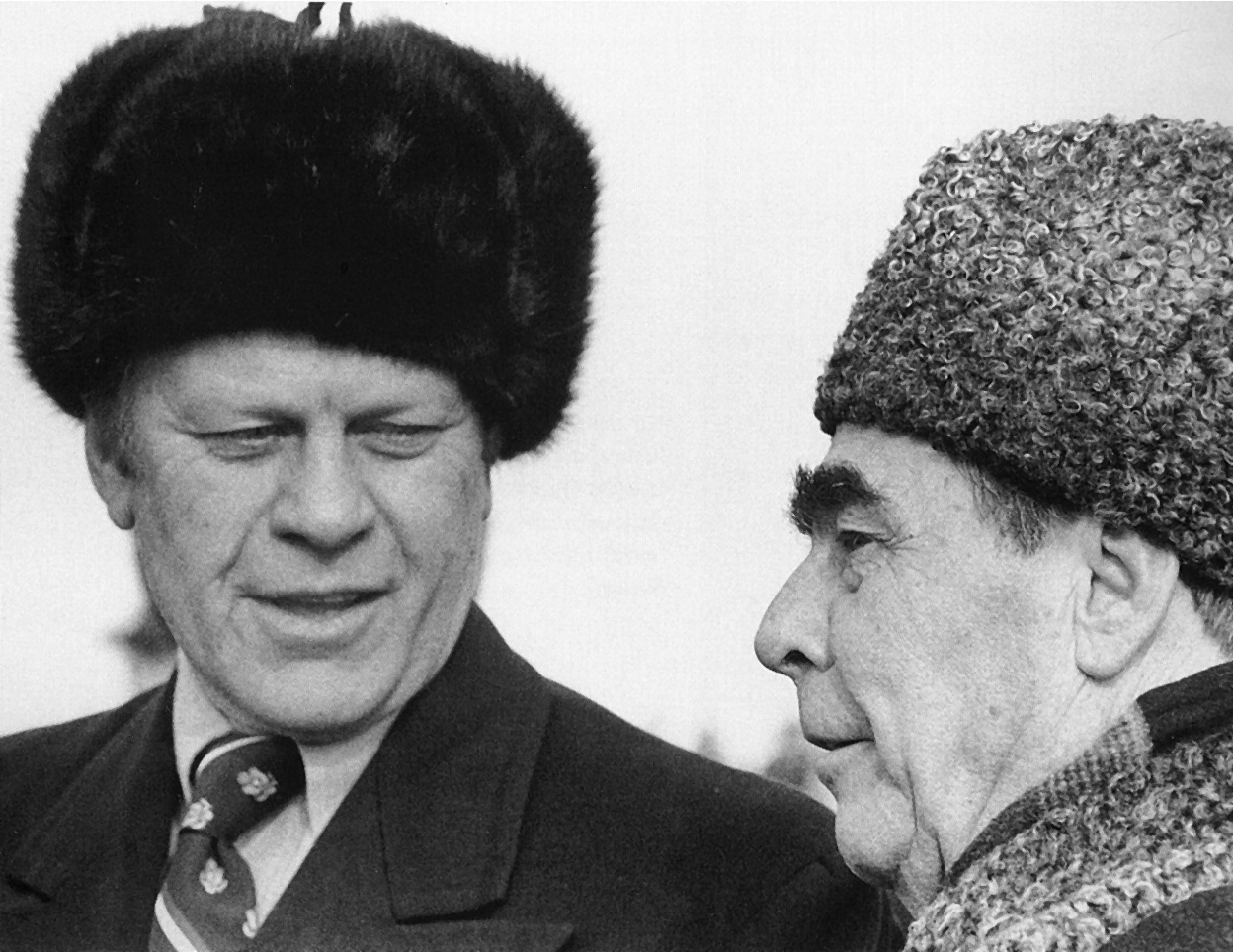
کلاه پاپاخ بر سر برژنف و اوشانکا بر سر جرالد فورد